# Будайський замок
Будайський замок (угор. Budai Vár) або Будінський замок (тур. Budin kalesi; чеськ. Budínský hrad; хорв. Budimski dvorac) — резиденція угорських королів у Будапешті. У 1987 році Будайська фортеця, набережні і проспект Андраші були включені в Список Всесвітньої спадщини ЮНЕСКО.

## Історія
Першу резиденцію на місці сучасного замку між 1247 і 1265 роками заснував король Бела IV.
Найдавніша частина сучасного замку побудована в XIV столітті герцогом Славонії Стефаном, молодшим братом короля Лайоша Великого.

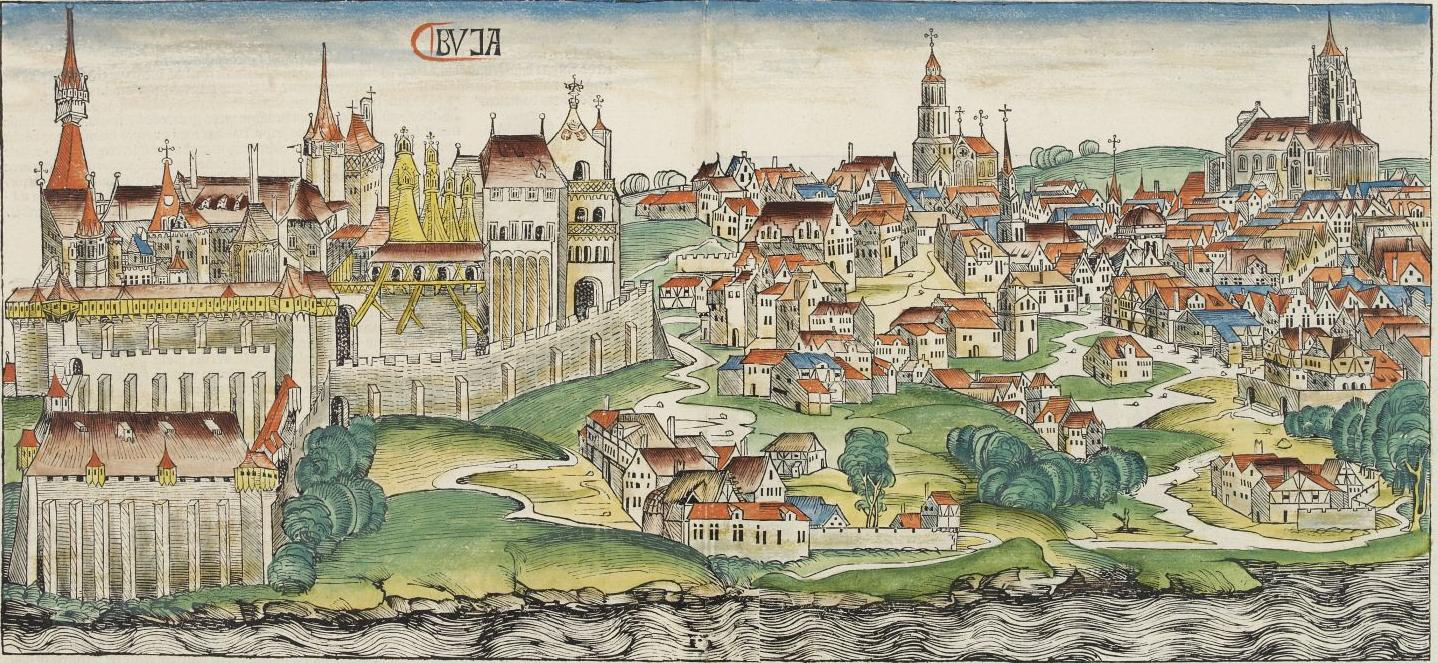
Вид на середньовічний замок Буда з хронік Гартмана Шиделя

За короля Сигізмунда замок був значно розширений і, ймовірно, став найбільшим в пізньому Середньовіччі.
Після Могачської битви в 1526 році Угорське королівство перестало існувати і турки безперешкодно зайняли замок. При османській владі комплекс будівель фортеці використовувався як військові казарми і стайня, частина приміщень була порожня.
Велика частина середньовічних будівель замку була зруйнована в 1686 році при облозі союзницькими військами Священної ліги в ході звільнення Буди під час Великої Турецької війни.
У 1715 році король Карл III наказав розчистити територію замку від руїн і почав будівництво нового комплексу будівель. У 1749 році будівництво нового Королівського палацу було закінчено.
4 травня 1849 року угорська революційна армія під проводом Артура Гергея обложила Буду, фортеця була захоплена, проте Королівський палац повністю згорів.
Незабаром після Угорської революції, у 1850—1856 роках палац був відновлений. Після укладення Австро-угорської угоди 1867 року імператор Франц Йосиф I був коронований в замку як король Угорщини.
У XIX столітті автономний угорський уряд ухвалив рішення про будівництво нової будівлі Королівського палацу, який не поступається будь-якій з відомих тоді резиденцій європейських монархів. Будівництво тривало близько сорока років — з 1875 по 1912 рік. Після офіційного відкриття в 1912 році новий Королівський палац був визнаний найвидатнішою угорською будівлею, що втілює настання нового століття.
Після зміщення Габсбургів у 1920 році Королівський палац став резиденцією правителя Угорщини Міклоша Горті.

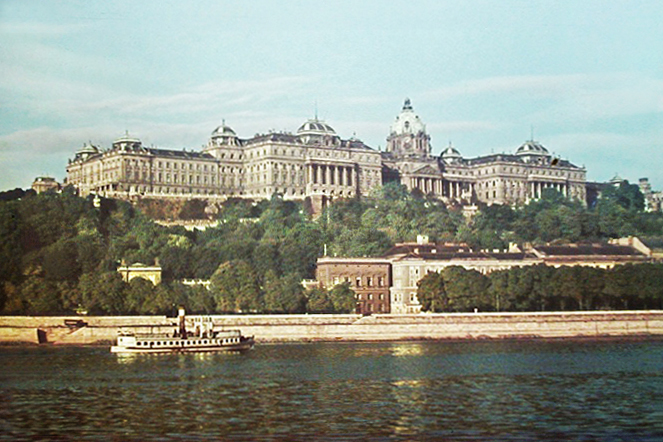
Королівський палац у 1930-х роках

У 1944 році, під час взяття Будапешта радянськими військами, фортеця стала останнім осередком опору фашистських військ. Важкі бої знову перетворили фортецю в руїни.
Після Другої світової війни були проведені археологічні розкопки з метою відновлення деяких середньовічних будівель. Результатом стало відкриття деяких споруд часів Сигізмунда. Масштабна реконструкція середньовічних укріплень серйозно змінила вигляд сучасного Будапешта. Проект реконструкції вважається вдалим, оскільки вдалося поєднати вид на середньовічні споруди з сучасним плануванням замку.
Оскільки комуністичний уряд Угорщини вважав Королівський палац символом колишнього режиму і гноблення нації, палац зазнав варварської перебудови, багато цінних архітектурних шедеври були вилучені або не були відновлені в колишньому вигляді після війни. Замок став культурним центром Будапешта з музеями (Угорська національна галерея, Музей історії Будапешта) і будинком Національної бібліотеки.
Остаточно палац був відновлений в 1966 році, а інтер'єри замку повністю відновлені тільки до 1980 року.
У березні 2006 року Національний фонд Культурної спадщини Угорщини підготував план довгострокового розвитку замку. За результатами дослідження стверджується, що післявоєнна реставрація 1952—1966 років привела до безповоротних втрат багатьох елементів замку, було запропоновано відновити втрачені частини комплексу, але остаточного рішення поки не прийнято.

## Архітектурні пам'ятки Будайського замку
- Руїни середньовічних будівель замку
- Будівля Королівського палацу
- Церква Матяша
- Площа Святої Трійці з колоною Святої Трійці
- Церква Марії Магдалини (збереглася дзвіниця)
- Каплиця Святого Михайла
- Рибацький бастіон
- Пам'ятник Іштвану I
- Палац Шандора
- Чумний стовп
- Будинок угорських вин

## Місцезнаходження
У фортецю можна дістатися на Будайському фунікулері Шикло (угор. Budavári Sikló) і на автобусі № 16 від площі Селля Кальмана.

## Галерея

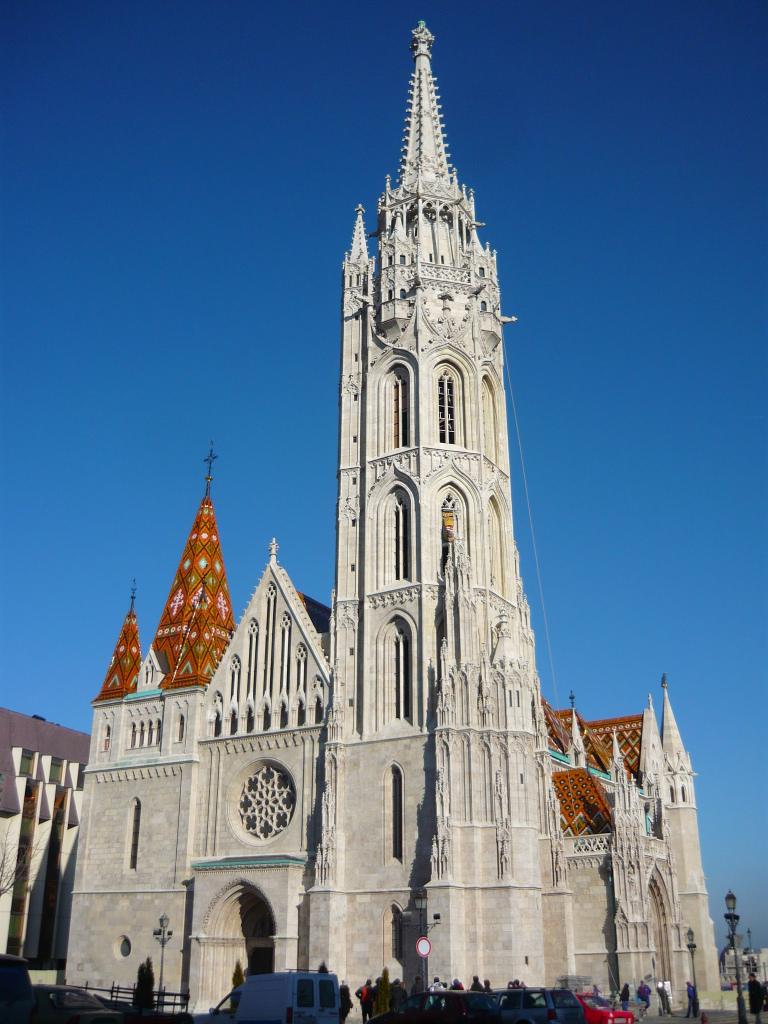
Церква Матяша
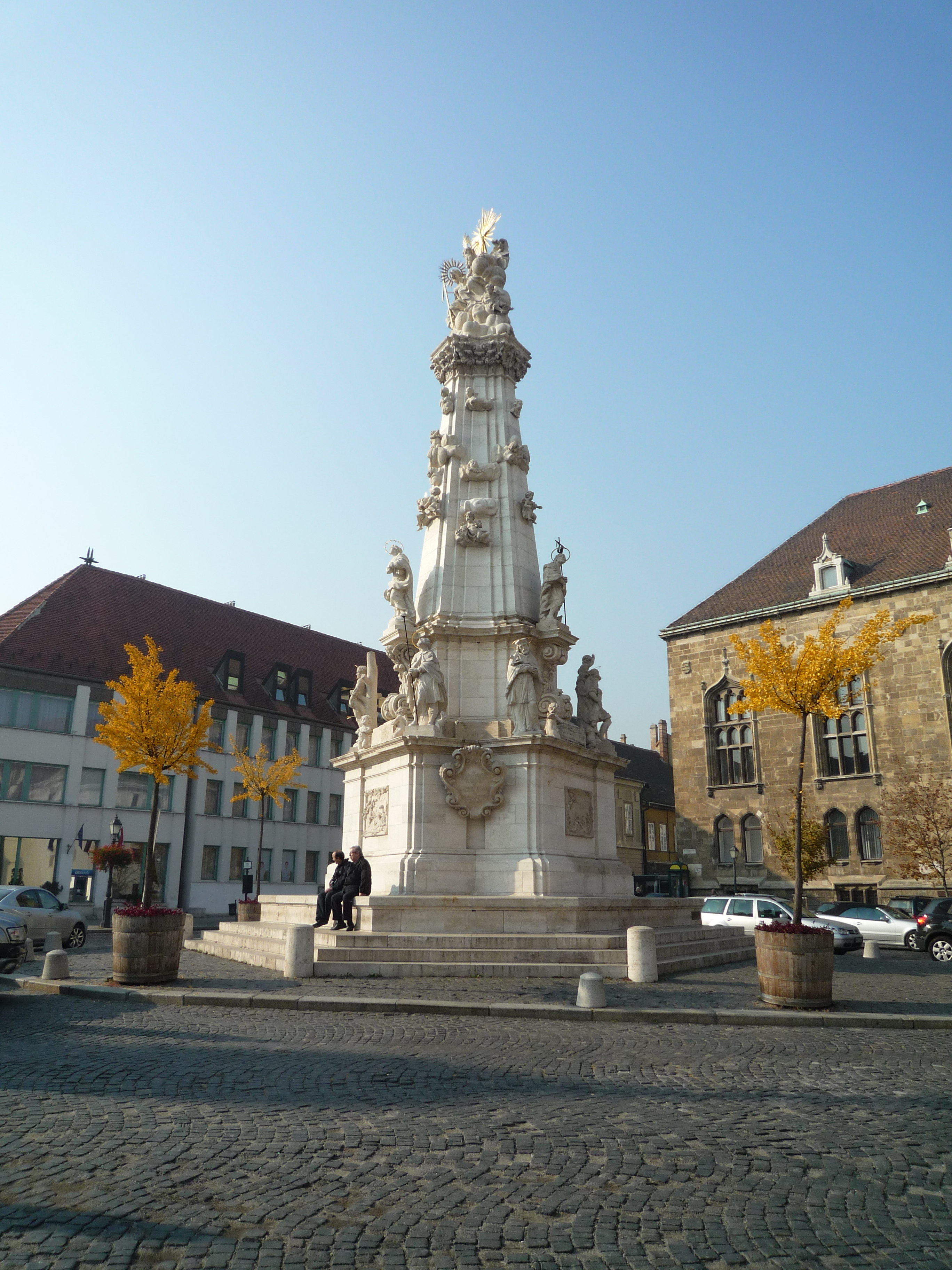
Чумний стовп
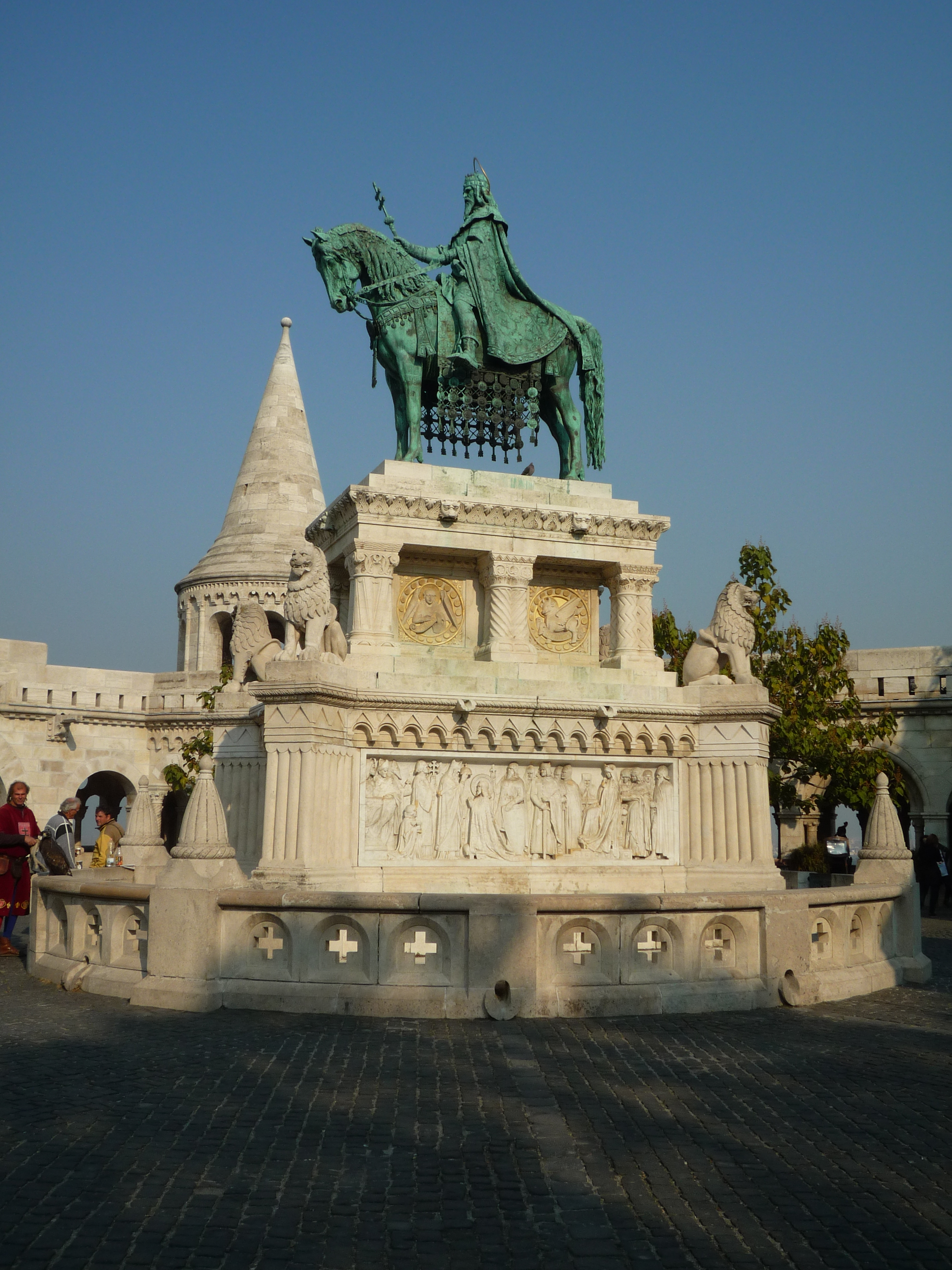
Пам'ятник Іштвану I
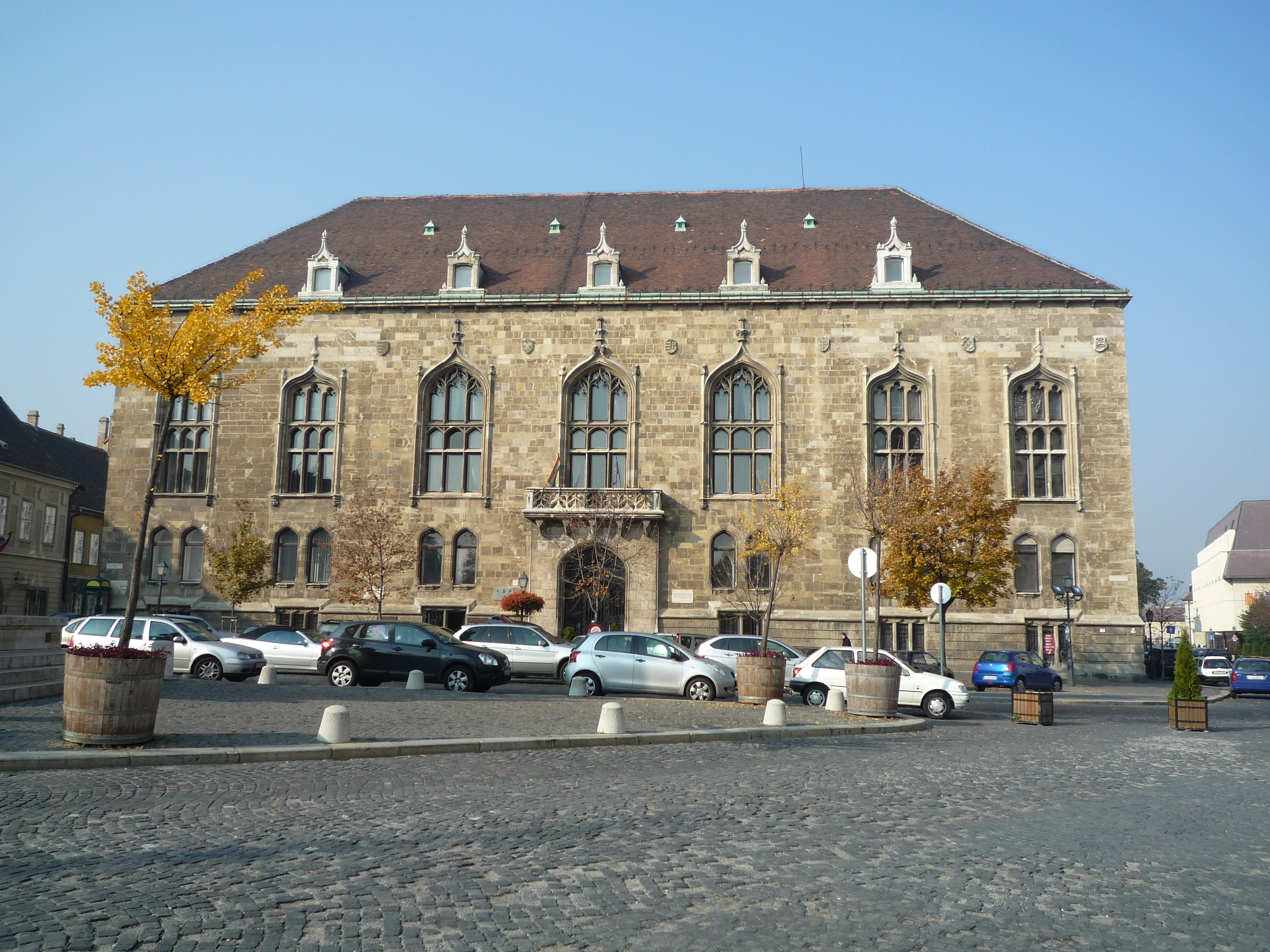
Будинок угорських вин